# Завордска кондика
Кондиката или Кодексът на Завордския манастир (на гръцки: Κώδικας της Ζάβορδας) е църковна летописна книга от XVI – XX век, даваща ценни данни за Югозападна Македония. Ръкописът е № 21 от ръкописите на Завордския манастир.

## Описание
Ръкописът няма начало и е последователно допълван. Започва около 1534 година, времето, на основаване на Завордския манастир. Тъй като с течение на времето оригиналният ръкопис е повреден, в 1692 година монахът Йоан Зограф копира кондиката и новият ръкопис продължава да бъде допълван със записи до началото на XX век.
Първото филоложко описание на тази кондика заедно с всички ръкописи на манастира е направено от професор Линос Политис в 1959 година. Пази се в Общинската библиотека „Коведариос“ в Кожани, като е дигитализиран и достъпен за свободно ползване.
Съдържанието на Завордската кондика е главно имената на лица, живели в по-широката област и имали някаква връзка с манастира, като дарители или дарители. Историческото значение на кондиката се крие във факта, че заедно с имената на лицата и техните дарения са изброени и селищата, в които са живели, по църковна област. Така кондиката е източник за степента на влияние на манастира и за историческото развитие по време на турското владичество на селищата, споменати в нея, за тяхното икономическо положение и демографските и други промени.